# Каракалпаки
Каракалпа́ки (каракалп. Qaraqalpaqlar / қарақалпақлар, каракалпак «чёрный колпак, чёрные клобуки») — тюркский народ (кыпчакская группа), говорящий на каракалпакском языке. Письменность — на основе латиницы и кириллицы.
Верующие — мусульмане-сунниты.
Основным районом проживания является Каракалпакстан (более 900 тыс. человек) в составе Узбекистана в дельте Амударьи. Небольшие группы каракалпаков проживают также в Хивинском оазисе, Ферганской долине и в Ташкенте. Общая численность — около миллиона человек.

## История
Предками каракалпаков считаются печенеги. До середины XVIII века каракалпаки жили по среднему и нижнему течению Сырдарьи. В середине XVIII века бо́льшая их часть переселилась на Жанадарью — южный рукав древней дельты Сырдарьи.
Одна из распространённых версий, основывающаяся на истории названий родов (шести арысов — Муйтен, Конграт, Кытай, Кыпшак, Кенегес, Мангыт), относит начало формирования каракалпакского этноса к выделению из Ногайской Орды после 1556 года Алтыульской Орды, крайнего юго-восточного участка владений Ногайской Орды, граничивший со Средней Азией во главе с Шейх Мамай-бием (дословно — «Орда Шести Сыновей»).
В XVIII веке этноним «каракалпак» уже был достаточно распространён. Так, в 1734 году Иван Кириллович Кирилов, обер-секретарь сената, представил императрице Анне Иоанновне внешнеполитический проект под заглавием «Изъяснение о Киргиз-кайсацкой и Каракалпакской ордах».
В XIX столетии с каракалпаками отождествлялись «чёрные клобуки», упоминавшиеся начиная с XII века в русских летописях. Это были пришедшие в южнорусские степи и осевшие там племена печенегов и огузов‚ постепенно вошедшие в состав населения Киевской Руси. Персидский историк первой половины XIV века Рашид-ад-Дин, автор знаменитого «Сборника летописей», при описании похода монголов на южную Русь отметил, что это была страна русских и «народа чёрных шапок» («Каум икуляк-и сиях»). Арабский историк Эн-Нувейри (XIV век) пишет, что одно из одиннадцати кыпчакских племён называлось племенем чёрных шапок — «Кара-боркли». Венгерский учёный-тюрколог, путешественник Арминий Вамбери считал каракалпаков ближайшими родственниками печенегов. Такого же мнения был английский исследователь 1870-х годов Ховорс. Прямыми же потомками печенегов он считал ногайцев, часть которых, живших вблизи Аральского моря, получила название каракалпаков из-за носимых ими чёрных шапок. Некоторые историки в той версии сомневались, например, В. В. Бартольд. Некоторые историки были склонны считать предками каракалпаков кыпчаков (учитывая, что современный каракалпакский язык относится к кыпчакской группе тюркских языков).
Таким образом, среди учёных существовали разные мнения по вопросу о происхождения каракалпакской народности.
Важным источником исследования ранних этапов истории народностей Приаралья стало археологическое изучение древней дельты Амударьи и Сырдарьи. Как полагает С. П. Толстов, наиболее древними предками каракалпаков были сако-массагетские племена апасиаков (VII—II вв. до н. э.). В дальнейшем происходило включение в состав этих племён гуннов, хионитов и тюркских племён VI—VIII веков. Он предполагал, что все они участвовали в сложении будущей каракалпакской народности. Основным этапом этногенеза каракалпаков С. П. Толстов считает IX—XI века — период, когда происходило объединение печенежских племён в юго-восточном Приаралье.
В 1830-х годах П. И. Иванов тоже выдвигал гипотезу, что формирование каракалпаков связано с территорией Приаралья XI века. Это мнение подтверждает и С. П. Толстов. Таким образом, этноним наименования каракалпаков в нескольких вариантах XII—XIV веках существовал как у западных, так и восточных групп огузо-печенежских племён. В дальнейшем их судьбы были связаны с пришедшими из бассейна Иртыша в XI веке кыпчаками, в среде которых они находились до и после монгольского завоевания и образования Золотой Орды. В XIV—XVI веках, когда монгольские улусы распались, эти племена вошли в состав Восточной Ногайской Орды.
Уже один из первых исследователей каракалпакского языка профессор Н. А. Баскаков отнёс его к кыпчакской группе языков. Наиболее близок он к казахскому и ногайскому. Эти три языка Н. А. Баскаков объединяет в особую кыпчакско-ногайскую подгруппу и считает, что он формировался в составе большой ногайской Орды. С другой стороны, в языке есть элементы ираноязычного населения Средней Азии, в частности, хорезмийского языка.
К 1620 годам Абулгази в своём труде «Родословная тюрков» сообщает о бегстве из Хивы Хабат-Султана к каракалпакам на берега Сырдарьи. Этот документ доказывает, что в конце XVI—XVII веков сырдарьинские каракалпаки находились в зависимости от Бухарского ханства. Это подтверждается статейным списком Бориса Пазухина, возглавлявшего в 1671 году русское посольство в Бухару, Балх и Ургенч. В нём говорится, что поданные бухарскому царю царевичи каракалпакские — «люди надёжные в бою». Местности, населённые каракалпаками, назывались «бухарскими улусами» и путь к ним шёл по «туркестанской дороге».
Часть каракалпаков не имеет кровного родства с различными каракалпакскими родами и происходит от хивинских пленников — иранцев, которые стали свободными с вхождением каракалпаков в состав Российской Империи. Т. А. Жданко отмечала их резкое антропологическое отличие и замечала, что они брали для себя род своего владельца, так появились таза-канглы (новые канглы — люди с новой (другой) кровью). Такие же элементы она отмечала и среди кенегесов и аралбаев.

### Казахско-каракалпакские отношения
В 1730-х, Филипп Иоганн фон Страленберг, описывая степные орды, упоминает о «союзе» казахской и каракалпакской орды.
...Второе подразделение — это Азиатское, которое можно связать с ханом-узбеком. К нему относятся туркмены, которые живут на восточном побережье Каспия, Узбеки, как они сами себя называют, и Казакская орда, вместе с Каракалпакской, которая является союзником казахов.Филипп Иоганн фон Страленберг, Историко-географическое описание Северной и Восточной частей Европы и Азии
Во французской этнографической литературе начала XIX века также писали о дружественном и союзническом характере двух народов.
...Манкаты, или каракалпаки, суть друзья и союзники казахов, и такие же отъявленные разбойники. Эти две орды называют себя мусульманами, но им неизвестно, что такое Коран, и у них нет ни мулл, ни мечетей.Le Voyageur de la jeunesse dans les quatre parties du monde. Edition 2, Tome 3, 1804

### Этнические связи каракалпаков с монголами
Традиционно этногенез каракалпаков связывают с племенами, выделившимися из состава Ногайской Орды. Как полагает К. Мамбетов, в этногенезе каракалпаков решающая роль принадлежит крупному племени мангытов. Кроме них основу каракалпакского народа также составили племена конгыратов.
По мнению Ю. А. Евстигнеева, мангыты и конгыраты в составе каракалпаков представляли собой тюркизировавшиеся монгольские племена. В составе каракалпаков также упоминаются такие племена, как китай, кенегес, усюн, кият (хиад), нукус, жалаир, калмак и др.
Присутствие гаплогруппы C у представителей каракалпаков, по мнению исследователей, связано с массивом монгольских племён XIII века, распространивших эту гаплогруппу по территории Монгольской империи в ходе Монгольского завоевание Средней Азии .

## Антропология
Черты смешения европеоидов и монголоидов, причём монголоидность выражена сильнее, чем у узбеков, и слабее, чем у казахов. Меньшая монголоидность у каракалпаков Ферганы. У Приаральских каракалпаков отмечена примесь долихоцефального компонента (Гинзбург, Трофимова, 1972).
По данным популяционных генетиков, у каракалпаков наиболее распространены Y-хромосомные гаплогруппы C3 (26 %), O3a2c1 (14 %), J2 (12 %), N1c1 (8 %), R1b1a2 (8 %), Q1a (6 %), R1a1a (R1a1a1b1a1-M458*) (4 %), R2 (4 %), G2a (1 %) I2a (1 %).

## Культура
Каракалпаки — основное и коренное население Республики Каракалпакстан, входящей в состав Республики Узбекистан. Они занимают южное побережье Аральского моря и дельту Амударьи. В состав каракалпакского народа входят различные этнические группы, поэтому культура этого народа многолика и перекликается с культурами других центральноазиатских народов.
Огромное влияние на культуру каракалпаков оказали тюркские племена, которые на протяжении долгого времени кочевали по территориям Центральной Азии. В родоплеменном делении каракалпаков прослеживаются связи с печенегами, огузами, кипчаками, а также киргизскими, золотоордынскими, казахскими, туркменскими и узбекскими племенными союзами.
Несмотря на многовековые связи с кочевыми объединениями, каракалпаки сохранили своеобразный тип хозяйства, сочетающий в себе земледелие, основанное на ирригации, отгонное скотоводство и рыболовство.
Каракалпаки выращивали пшеницу, рис, просо, джугару (кормовой и хлебный злак из рода сорго), кунжут, хлопок, а также сеяли люцерну. В основном скотоводство каракалпаков было подчинено земледелию, так как они выращивали тягловые виды скота — рабочих быков и лошадей.
Рыболовством среди каракалпаков, в основном, занимались те племена, которые проживали на побережье Арала и в дельте Амударьи. Рыбу ловили с помощью камышовых заграждений, а также с помощью остроги и сети. Среди каракалпаков-рыболовов была распространена лодка — «кайик», которой они пользовались для ловли рыбы у побережья Арала.
Огромное значение в культуре каракалпаков имело их родоплеменное деление. Вся территория каракалпаков была поделена между двумя конфедерациями племён: арысами и кунгратами. В конфедерацию арысов входило более 12 племён, которые состояли из 100 родов. Они, в основном, проживали на территории правобережья Амударьи. Племена кунграт, соответственно, занимали левый берег Амударьи.
У каракалпаков издавна бытовало два типа жилищ — юрта и глинобитный или саманный дом — «там». Каракалпакская юрта имела некоторые отличия от юрт соседних кочевых народов, это проявлялось в отдельных деталях конструкции, во внутреннем и внешнем убранстве.
«Там» представлял собой большой прямоугольный дом с плоской крышей. Он состоял из одного-двух жилых помещений. В стенах были выбиты очаг, кладовые, хлева и крытый двор «уйжай», в котором устанавливалась юрта. Вход в него закрывали массивные деревянные ворота. Там в основном был зимним жилищем, летом предпочитали жить в юрте вне дома.
Среди традиционных ремёсел каракалпаков выделяется ткачество, ковроделие, валяние войлоков, плетение циновок, изготовление одежды.
Одежда каракалпакских мужчин не сильно отличается от одежды узбеков. Они носили белую туникообразную рубаху, широкие в шаге штаны, заправленные в сапоги, свободный халат из тёмной ткани в мелкую полоску, а зимой — овчинный тулуп, шерстью внутрь. Отличается одежда каракалпаков только стеганным камзолом — «бешпент», который они носили под халатом. Головным убором служила уплощённая круглая шапка из тёмной овчины — «кураш». В древности у каракалпаков бытовали высокие войлочные конусообразные шапки — «калпак-такыя», по которым они и получили своё этническое наименование — «каракалпак» — «чёрная шапка».
Женский костюм также состоял из рубахи, штанов, халата, но вместо камзола они часто надевают безрукавку. Каракалпачки любят носить одежду яркой расцветки с преобладанием красного и синего, с обилием вышивки и металлических украшений. Паранджи они не носили, её заменяла халатообразная накидка — «жегде», не закрывавшая лица. Обычным головным убором женщин был длинный платок, который повязывался поверх тюбетейки наподобие чалмы.

### Обычаи, связанные с пищей
У каракалпаков существуют особые обычаи и правила поведения на семейных и общественных трапезах, которые строго соблюдались. Любую пищу по традиции едят сидя на полу вокруг скатерти. Густую пищу едят руками, бульон подают отдельно, в миске или чашке.
Едят обычно три раза в день. Состав блюд очень разнообразен — молочная, растительная, мясная пища.
Перед едой полагается полить воду на руки, после чего дают воде стечь с рук. Не полагается стряхивать с рук воду после умывания, так как брызги могут попасть в пищу. Начинает есть старший по возрасту или положению. В прошлом у каракалпаков не было принято пить чай; если в дом приезжал кто-нибудь, угощали обязательно кислым молоком, айраном или варили катыбыламык — похлёбку. Обычай пить чай распространился у каракалпаков, как и у других народов Средней Азии, относительно недавно (в XIX веке) вместе с ростом торговли с Ираном и Индией.

## Каракалпакские роды
Каракалпаки делились на племена и роды — уруги, а также племенные объединения — арыс. Самым крупным среди племенных объединений был он-торт-уруг (четырнадцать родов), вторым по численности — арысь-конграт, который объединял два племени — шуллук и жоунгур.

### Численность
| племя и род        | архив хивинских ханов (начала XIX в.) | количество хозяйств | количество хозяйств    | количество хозяйств                       | количество хозяйств |
| ------------------ | ------------------------------------- | ------------------- | ---------------------- | ----------------------------------------- | ------------------- |
| племя и род        | архив хивинских ханов (начала XIX в.) | Архив Куна          | А. В. Каульбарс (1873) | Начисление по 1912—1913 гг. Амудар. Отдел | Перепись 1924 г.    |
| Арыс он торт-уру:  | 10260                                 | 5522                | 6400                   | 10119                                     | 9229                |
| Кытай              | 4320                                  | 2128                | 1700                   | 4655                                      | 4155                |
| Кыпшак             | 2240                                  | 1100                | 1200                   | 1844                                      | 1974                |
| Кенегес            | 1480                                  | 1234                | 1000                   | 1471                                      | 1370                |
| Мангыт             | 2220                                  | 1060                | 1500                   | 2149                                      | 1900                |
| Арыс Конырат:      | 9520                                  | 4660                | 4850                   |                                           |                     |
| от шуллук:         | 5860                                  | 2930                | 3300                   | 4953                                      |                     |
| ашамайлы           | 870                                   | 437                 | 500                    | 347                                       |                     |
| балгалы            | 560                                   | 270                 | 500                    | 431                                       |                     |
| кандекли           | 730                                   | 365                 | 300                    | 787                                       | 450                 |
| карамойын          | 560                                   | 280                 | 350                    | 511                                       |                     |
| кият               | 870                                   | 443                 | 450                    | 32                                        | 327                 |
| колдаулы           | 1140                                  | 570                 | 600                    | 1633                                      |                     |
| костамгалы         | 590                                   | 295                 | 300                    | 645                                       | 1290                |
| муйтен             | 540                                   | 270                 | 300                    | 547                                       | 503                 |
| от жаунгыр:        | 3660                                  | 1730                | 1850                   |                                           | 535                 |
| баймаклы           | 800                                   | 400                 | 400                    | 570                                       | 46                  |
| казаяклы           | 700                                   | 350                 | 300                    |                                           |                     |
| теристамгалы       | 880                                   | 300                 | 350                    | 174                                       |                     |
| тиекли             | 290                                   | 145                 | 150                    | 31                                        |                     |
| уйгуры             | 480                                   | 240                 | 300                    | 119                                       |                     |
| ыргаклы            | 510                                   | 295                 | 300                    | 426                                       | 332                 |
| Всего каракалпаков | 19780                                 | 10182               | 10400                  |                                           |                     |